# 全唐詩
《全唐詩》，是清康熙四十四年（1705年），康熙皇帝主導下，蒐羅唐詩的合集。“得詩四萬八千九百餘首，凡二千二百餘人”，共計900卷，目錄12卷。
彭定求、沈三曾、楊中訥、汪士鋐、汪繹、俞梅、徐樹本、車鼎晉、潘從律、查嗣瑮等10人奉敕采錄，由曹雪芹的祖父曹寅奉旨編輯、刊刻，康熙四十四年（1705年）三月十九日奉命刊刻、校對，康熙四十五年初一日書成，全书即编成奏上。康熙四十六年四月十六日康熙御製序。
全書架構在明代胡震亨《唐音統籤》和清代季振宜《唐詩》的基礎上，旁採殘碑、斷碣、稗史、雜書，拾遺補缺，巨細靡遺。全书以〈帝王〉、〈后妃〉作品列首，〈乐章〉、〈乐府〉次之，又以年代為限，列出唐代詩人，附以作者小传。接著是〈联句〉、〈逸句〉、〈名媛〉、〈僧〉、〈道士〉、〈仙〉、〈神〉、〈鬼〉、〈怪〉、〈梦〉、〈谐谑〉、〈判〉、〈歌〉、〈谶记〉、〈语〉、〈谚谜〉、〈谣〉、〈酒令〉、〈占辞〉、〈蒙求〉，最後為〈补遗〉、〈词缀〉。
《全唐诗》在编校之時，曾訂正材料之真偽。《四库全书总目》載：“如《册府元龟》所载唐高祖赐秦王诗，则考订其伪托。又旧以六朝人误作唐人者，如陈昭仪沈氏、卫敬瑜妻之类；以六朝人讹其姓名误为唐人者，如杨慎即陈阳慎、沈烟即陈沈炯之类；以六朝诗误入唐诗者，如吴均妾《安所居》、刘孝胜《武陵深行》误作曹邺、薛道衡《昔昔盐》误作刘长卿之类；唐诗之误以诗题为姓名者，如上官仪《高密公主挽词》作高密诗，王维《慕容承携素馔见过》诗作慕容承诗之类，亦并厘正。”康熙四十六年（1707年）扬州诗局刻本。
《全唐詩》也有誤收、漏收、张冠李戴之弊，如《全唐詩》收唐珙之詩，但唐溫如非唐人，一些敦煌故物不見於當時；又如王梵志的詩、韋莊《秦婦吟》則未見記載。近人佟培基考订《全唐詩》重出误收诗约近7000首，涉及作主900余家，故有重修《全唐五代诗》之議。
中华书局编《全唐诗外编》，收集了日本人河世寧（市河宽斋）的《全唐詩逸》3卷，王重民辑《补全唐诗》，收诗104首，孙望《全唐诗补逸》20卷、童养年《全唐诗续补遗》21卷等4種。另外，刘师培有《全唐诗发微》，岑仲勉有《读全唐诗札记》。张忱石编《全唐诗作者索引》。